# Nephrotoma perobliqua
Nephrotoma perobliqua là một loài ruồi trong họ Ruồi hạc (Tipulidae). Chúng phân bố ở miền Cổ bắc.